# Maratus sceletus

Maratus sceletus es una especie de arácnido perteneciente al género Maratus (arañas pavo real), dentro de la familia Salticidae (saltícidos). Descrito en 2015, se han recogido sólo en el 'Wondul Range National Park' al sur de Queensland, Australia. El nombre de la especie deriva de la palabra en latín sceletus "esqueleto", a causa de su patrón corporal distintivo.
Al igual que otras arañas del género Maratus, los machos de la especie se involucran en un cortejo elaborado. El macho es negro con prominentes rayas blancas y marcas a través de su caparazón y patas.